# FontStream
FontStream（フォントストリーム）は、和文Webフォント提供サービスサイトである。タイプラボ、欣喜堂などのフォントがWebフォント化され、有料で提供されている。

## 沿革
- 2016年 10月 - 公開
- 2017年 1月 - 有料サービス開始